# Jos (televisieserie)
Jos is een Nederlandse komische dramaserie, gemaakt door het productiebedrijf NL FILM en in coproductie met AVROTROS. De serie werd van 22 mei 2022 tot 31 juli 2022 uitgezonden door AVROTROS op NPO 3. De serie is bedacht door Anne Barnhoorn.

## Verhaal
Het verhaal draait om Jos Meulemans (Diederik Ebbinge). Jos is een aardige man met goede bedoelingen, alleen is hij sociaal gezien een tikkeltje vreemd. Jos is net gescheiden, heeft een tijdje gewoond bij Bert (Pierre Bokma) maar uiteindelijk is hij daar weggegaan. Jos werkt 25 jaar bij dezelfde bank en hij doet vrijwilligerswerk bij de Bright Light Foundation. Bij die vrijwilligersorganisatie leert hij Esther (Lies Visschedijk) kennen. Terwijl Jos achter Maxime aanging vond hij de vluchteling Tilman, een Albino uit Congo. Hij besluit hem mee naar huis te nemen en bouwt voor hem een huisje in zijn achtertuin. Tussen Jos en Tilman ontstaat er een hechte vriendschap maar Tilman wordt uiteindelijk opgepakt door de politie door een tip van Martin. Doordat Jos te veel stress heeft, nadat Tilman werd opgepakt en doordat Ineke hem naar de rechter heeft gesleept, heeft hij steeds vaker last van zijn hart en toen Esther samen met haar dochter bij hem ging wonen, werd het hem echt te veel. Als hij voor zich zelf besluit om op vakantie te gaan naar Thailand, kan zijn hart het niet meer aan. Hij valt op de grond door een hartaanval en blijft roerloos liggen.
Jos is vaak overprikkeld en heeft autisme. Hij stuurt in elke aflevering een brief naar Kop (Teerawat Mulvilai), een Thai die vastzit in de Bangkwanggevangenis.

## Kijkcijfers
| Afl. | Datum         | Aflevering                | Verhaal | Kijkcijfers |
| ---- | ------------- | ------------------------- | --- | ----------- |
| 1    | 22 mei 2022   | Yeh Yeh                   | Jos, een man met alleen maar goede bedoelingen, staat altijd voor iedereen klaar. Hij is net gescheiden en probeert met hulp van zijn tienerdochters Claire en Maxime opnieuw te beginnen in het leven. Gelukkig heeft hij zijn vrijwilligerswerk en een belangrijke missie: het schrijven van een brief naar de Thaise gevangene Kop. Alles lijkt goed te komen met Jos totdat ex-vrouw Ineke voor zijn deur staat. | 347.000     |
| 2    | 29 mei 2022   | Relight my fire           | Op de braderie van zijn vrijwilligerswerk zet Jos zich met de nodige moeite in voor de leefomstandigheden van Kop, die in de Thaise gevangenis zit. Hij ontmoet de gescheiden Esther en wil haar beter leren kennen. Ex-vrouw Ineke en de penibele situatie van eenzame vriend Bert gooien roet in het eten. | 460.000     |
| 3    | 5 juni 2022   | I’m your man              | Jos heeft een eerste date met Esther, maar het wordt niet het romantische afspraakje waar ze op had gehoopt. Hun prille liefde lijkt Jos zijn sociale onhandigheid niet te overleven, tot hij de kans krijgt om Esther uit de brand te helpen wanneer haar hulpbehoevende moeder acuut naar het ziekenhuis moet. | 298.000     |
| 4    | 12 juni 2022  | Runaway                   | Jos heeft een groots familie-uitje georganiseerd, maar is vergeten Claire en Maxime te informeren over zijn nieuwe vriendin Esther. Door een onverwachte onthulling over Maxime gaat Esther niet alleen twijfelen over haar relatie met Jos, maar knijpt ook Maxime ertussenuit. Jos gaat erachteraan, maar vindt in zijn zoektocht naar zijn dochter veel meer dan hij verwacht had.                                | 372.000     |
| 5    | 19 juni 2022  | You really got me         | Terwijl Jos in zijn achtertuin een onderkomen bouwt voor de illegale vluchteling Tillman, die hij thuis opvangt, doet Ineke mee aan datingprogramma First Bites. Als haar date volledig uit de hand loopt, is er maar één iemand die ze kan bellen: Jos. | 307.000     |
| 6    | 27 juni 2022  | Whiter shade of pale      | Maxime is jarig en Jos wil zijn dochter verrassen met een persoonlijk cadeau, maar het feest loopt niet volgens plan als hij in zijn onhandigheid het grote geheim van Maxime onthult aan al haar vrienden. Ondertussen worstelt Esther met de prioriteiten van Jos in hun relatie. | 275.000     |
| 7    | 3 juli 2022   | I am a Rock               | Esther overtuigt Jos dat hij Tillman als illegale vluchteling niet zelf kan blijven opvangen in zijn achtertuin, dus helpt Jos Tillman met asiel aanvragen. Jos verandert van gedachten als hij ontdekt dat de rest van de wereld niet zulke goede intenties heeft als hij. | 245.000     |
| 8    | 17 juli 2022* | Happy Together            | Jos heeft het nodige te verwerken, maar heeft geen tijd om bij te komen als hij gedwongen op Rianne, de puberende dochter van Esther, moet passen. Rianne wil het liefst zo snel mogelijk weer naar huis, maar gelukkig schieten Maxime en Claire te hulp. | 301.000     |
| 9    | 24 juli 2022  | Knockin' on Heaven's Door | Jos krijgt veel op zijn bordje als een rouwende Esther met Rianne bij hem intrekken en Ineke hem voor de rechter daagt om volledige voogdij over Maxime en Claire te krijgen. Als hij het even allemaal niet meer ziet zitten, zoekt hij vriend Bert op om stoom af te blazen. Maar dan wordt duidelijk dat ook Bert een donkere kant heeft, als dochter Claire haar vader komt ophalen.                             | 188.000     |
| 10   | 31 juli 2022  | Leaving on a Jet Plane    | Met de verhuizing van Esther en Rianne, de dagvaarding van Ineke, het vertrek van Claire en het werk dat aan hem blijft trekken, loopt de druk op bij Jos. Hij bedenkt een plan voor hem en zijn dochters om tot rust te komen. Totdat al zijn goede bedoelingen, en het altijd voor iedereen klaar staan, hem te veel wordt.                                                                                        | 179.000     |

*Vanwege de EK-wedstrijd Frankrijk-Italië en NOS Studio Engeland werd de aflevering een week later uitgezonden.

## Rolverdeling
| Rol                     | Acteur                  |
| ----------------------- | ----------------------- |
| Jos                     | Diederik Ebbinge        |
| Claire                  | Ellie de Lange          |
| Maxime                  | Emma Duine              |
| Ineke                   | Camilla Siegertsz       |
| Bert                    | Pierre Bokma            |
| Kop                     | Teerawat Mulvilai       |
| Gevangenisbewaker       | Anuphong Chanwong       |
| Tahrik                  | Yamill Jones            |
| Jonge gevangene         | Yuani Blindenburg       |
| Marketingmedewerker     | Anna Keuning            |
| Collega Jos             | Dora Groothof           |
| Schoolhoofd Maxime      | Bodil de la Parra       |
| Esther                  | Lies Visschedijk        |
| Martin                  | Peter van de Witte      |
| Steve                   | Joe Sindahije           |
| Bin                     | Kritthee Visitkitinkorn |
| Dimtris                 | Sinan Eroǵlu            |
| Son-Chai                | Charlie Curllan         |
| Mali                    | Cystine Carreon         |
| Rianne                  | Noor Croas              |
| Moeder Esther           | Annelies van der Bie    |
| Moderator               | Jessica Zeylmaker       |
| Kantinevrouw            | Barbara Sobels          |
| Fred                    | Michiel Kerbosch        |
| Mediator Froukje        | Diana Sno               |
| Tilman                  | Jeffrey Nkanka          |
| Flo                     | Sai-Wang Lou            |
| Victor                  | Matthijs Ijgosse        |
| David                   | Thijs Römer             |
| Sergio                  | Murth Mossel            |
| Serveerster             | Eeke Boonstra           |
| Productieassistent 1    | Kharim Amler            |
| Productieassistent 2    | Charlene Sancho         |
| Steve                   | Joe Sinduhije           |
| Foisel                  | Niels van Rijlswijk     |
| Yin                     | Puck van Stijn          |
| Desiree                 | Anne Bouwmeestser       |
| Fleur                   | Didio Arts              |
| Naima                   | Maria Vogelland         |
| Eva                     | Johanna Hagen           |
| Vrouw Martin            | Barbara Pouwels         |
| Receptioniste AZC       | Roosmarijn Luyten       |
| Presentator             | Pim Muda                |
| Beddenwinkel Medewerker | Bert Hana               |
| Huilende man            | Jur van der Lecq        |

## Ontvangst
De serie werd in het algemeen goed ontvangen. De Televizier noemde het personage Jos 'de redder in nood' en de krant Trouw nam de serie ook in goed ontvangst. Er kwamen ook lovende reacties van mensen die zichzelf in de serie herkenden en ook jammer vonden dat de serie weinig aandacht kreeg. Volgens Stichting KijkOnderzoek is de serie zes keer in de top 25 gekomen; twee keer op plek 24, één keer op plek 17, één keer op plek 21, één keer op plek 23 en één keer op plek 20.

## Trivia
- Elke titel van de aflevering is de naam van een nummer dat Jos in zijn cd-verzameling heeft.